# Zlatý pohár CONCACAF 2017 (soupisky)
Soupisky na Zlatý pohár CONCACAF 2017, který se hrál v USA.
| Zlato          | Stříbro            | Bronz                | Bronz             |
| -------------- | ------------------ | -------------------- | ----------------- |
| USA • Soupiska | Jamajka • Soupiska | Kostarika • Soupiska | Mexiko • Soupiska |

## Skupina A

### Kanada
Hlavní trenér:  Octavio Zambrano
| Jméno                 | Datum narození     | Datum úmrtí | Klub                   |
| Brankáři              | Brankáři           | Brankáři    | Brankáři               |
| --------------------- | ------------------ | ----------- | ---------------------- |
| Maxime Crépeau        | 11. dubna 1994     |             | Club de Foot Montréal  |
| Milan Borjan          | 23. října 1987     |             | PFK Ludogorec Razgrad  |
| Jayson Leutwiler      | 25. dubna 1989     |             | Shrewsbury Town FC     |
| Obránci               |                    |             |                        |
| Fraser Aird           | 2. února 1995      |             | Falkirk FC             |
| Manjrekar James       | 5. srpna 1993      |             | Vasas SC               |
| Sam Adekugbe          | 16. ledna 1995     |             | Vancouver Whitecaps FC |
| Dejan Jaković         | 16. července 1985  |             | New York Cosmos        |
| Adam Straith          | 11. září 1990      |             | FC Edmonton            |
| Marcel de Jong        | 15. října 1986     |             | Vancouver Whitecaps FC |
| Steven Vitória        | 11. ledna 1987     |             | Lechia Gdańsk          |
| Záložníci             |                    |             |                        |
| Samuel Piette         | 12. listopadu 1994 |             | CD Izarra              |
| Russell Teibert       | 22. prosince 1992  |             | Vancouver Whitecaps FC |
| Scott Arfield         | 1. listopadu 1988  |             | Burnley FC             |
| Junior Hoilett        | 5. června 1990     |             | Cardiff City FC        |
| Alphonso Davies       | 2. listopadu 2000  |             | Vancouver Whitecaps FC |
| Raheem Edwards        | 17. července 1995  |             | Toronto FC             |
| Mark-Anthony Kaye     | 2. prosince 1994   |             | Louisville City FC     |
| Patrice Bernier       | 23. září 1979      |             | Club de Foot Montréal  |
| Jonathan Osorio       | 12. června 1992    |             | Toronto FC             |
| Michael Petrasso      | 9. července 1995   |             | Queens Park Rangers FC |
| Útočníci              |                    |             |                        |
| Lucas Cavallini       | 28. prosince 1992  |             | CA Peñarol             |
| Tosaint Ricketts      | 6. srpna 1987      |             | Toronto FC             |
| Anthony Jackson-Hamel | 3. srpna 1993      |             | Club de Foot Montréal  |
| Cyle Larin            | 17. dubna 1995     |             | Orlando City SC        |

### Kostarika
Hlavní trenér:  Óscar Ramírez
| Jméno              | Datum narození     | Datum úmrtí | Klub                   |
| Brankáři           | Brankáři           | Brankáři    | Brankáři               |
| ------------------ | ------------------ | ----------- | ---------------------- |
| Leonel Moreira     | 4. dubna 1990      |             | CS Herediano           |
| Patrick Pemberton  | 24. dubna 1982     |             | LD Alajuelense         |
| Danny Carvajal     | 8. ledna 1989      |             | Albacete Balompié      |
| Obránci            |                    |             |                        |
| Johnny Acosta      | 21. července 1983  |             | CS Herediano           |
| Giancarlo González | 8. února 1988      |             | Bologna FC 1909        |
| Michael Umaña      | 16. července 1982  |             | CS Cartaginés          |
| Kenner Gutiérrez   | 9. června 1989     |             | LD Alajuelense         |
| José Salvatierra   | 10. října 1989     |             | LD Alajuelense         |
| Bryan Oviedo       | 18. února 1990     |             | Sunderland AFC         |
| Francisco Calvo    | 8. července 1992   |             | Minnesota United FC    |
| Cristian Gamboa    | 24. října 1989     |             | Celtic FC              |
| Juan Pablo Vargas  | 15. června 1995    |             | CS Herediano           |
| Kendall Waston     | 1. ledna 1988      |             | Vancouver Whitecaps FC |
| Jhamir Ordain      | 29. července 1993  |             | CS Herediano           |
| Záložníci          |                    |             |                        |
| Johan Venegas      | 27. listopadu 1988 |             | Minnesota United FC    |
| Rodney Wallace     | 17. června 1988    |             | New York City FC       |
| Randall Azofeifa   | 30. prosince 1984  |             | CS Herediano           |
| Yeltsin Tejeda     | 17. března 1992    |             | FC Lausanne-Sport      |
| Ulises Segura      | 23. června 1993    |             | Deportivo Saprissa     |
| David Guzmán       | 18. února 1990     |             | Portland Timbers       |
| Jimmy Marín        | 8. října 1997      |             | CS Herediano           |
| Útočníci           |                    |             |                        |
| David Ramírez      | 28. května 1993    |             | Deportivo Saprissa     |
| Ariel Rodríguez    | 27. září 1989      |             | Bangkok Glass FC       |
| Bryan Ruiz         | 18. srpna 1985     |             | Sporting CP            |
| Joel Campbell      | 26. června 1992    |             | Arsenal FC             |
| Marco Ureña        | 5. března 1990     |             | San Jose Earthquakes   |
| José Leitón        | 6. srpna 1993      |             | CS Herediano           |

### Francouzská Guyana
Hlavní trenér:  Marie-Rose Carême
| Jméno                   | Datum narození    | Datum úmrtí | Klub                     |
| Brankáři                | Brankáři          | Brankáři    | Brankáři                 |
| ----------------------- | ----------------- | ----------- | ------------------------ |
| Simon Lugier            | 2. srpna 1989     |             | US Saint-Malo            |
| Jean-Banuel Petit-Homme | 15. srpna 1990    |             | US de Matoury            |
| Donovan Léon            | 3. listopadu 1992 |             | Stade Brestois           |
| Obránci                 |                   |             |                          |
| Hugues Rosimé           | 5. září 1984      |             | US de Matoury            |
| Marvin Torvic           | 5. ledna 1988     |             | Campobasso FC            |
| Kévin Rimane            | 23. února 1991    |             | Paris Saint-Germain FC   |
| Anthony Soubervie       | 24. dubna 1984    |             | FC Chambly               |
| Jean-David Legrand      | 23. února 1991    |             | Stade Bordelais          |
| Grégory Lescot          | 10. května 1989   |             | FC Chartres              |
| Inrick Baal             | 10. února 1992    |             | CSC de Cayenne           |
| Záložníci               |                   |             |                          |
| Cédric Fabien           | 31. ledna 1982    |             | Tarbes Pyrénées Football |
| Loïc Baal               | 28. ledna 1992    |             | ASM Belfort              |
| Miguel Haabo            | 1. září 1990      |             | AS Étoile Matoury        |
| Florent Malouda         | 13. června 1980   |             | Odisha FC                |
| Marc Edwige             | 26. září 1986     |             | CSC de Cayenne           |
| Ludovic Baal            | 24. května 1986   |             | Stade Rennais FC         |
| Útočníci                |                   |             |                          |
| Rhudy Evens             | 13. února 1988    |             | US de Matoury            |
| Arnold Abelinti         | 9. září 1991      |             | JA Drancy                |
| Roy Contout             | 11. února 1985    |             | RS Berkane               |
| Mickaël Solvi           | 11. ledna 1987    |             | US de Matoury            |
| Sloan Privat            | 24. července 1989 |             | EA Guingamp              |
| Jules Haabo             | 3. září 1993      |             | AS Étoile Matoury        |
| Shaquille Dutard        | 21. září 1996     |             | Tarbes Pyrénées Football |

### Honduras
Hlavní trenér:  Jorge Luis Pinto
| Jméno                  | Datum narození     | Datum úmrtí | Klub                 |
| Brankáři               | Brankáři           | Brankáři    | Brankáři             |
| ---------------------- | ------------------ | ----------- | -------------------- |
| Luis López             | 13. září 1993      |             | Real CD España       |
| Ricardo Canales        | 30. května 1982    |             | CDS Vida             |
| Donis Escober          | 3. února 1981      |             | CD Olimpia           |
| Obránci                |                    |             |                      |
| Félix Crisanto         | 9. září 1990       |             | CF Motagua           |
| Maynor Figueroa        | 2. května 1983     |             | FC Dallas            |
| Henry Figueroa         | 28. prosince 1992  |             | CF Motagua           |
| Éver Alvarado          | 30. listopadu 1992 |             | CD Olimpia           |
| Allans Vargas          | 25. září 1993      |             | Real CD España       |
| Marcelo Pereira        | 27. května 1995    |             | CF Motagua           |
| Brayan Beckeles        | 28. listopadu 1985 |             | Club Necaxa          |
| Carlos Alfredo Sánchez | 22. srpna 1990     |             | CD Honduras Progreso |
| Záložníci              |                    |             |                      |
| Bryan Acosta           | 24. listopadu 1993 |             | Real CD España       |
| Carlos Discua          | 20. září 1984      |             | CF Motagua           |
| Alfredo Mejía          | 3. dubna 1990      |             | AO Xanthi            |
| Alexander López        | 5. června 1992     |             | CD Olimpia           |
| Rony Martínez          | 16. srpna 1988     |             | Bao-ding Jing-li ETS |
| Sergio Peña            | 9. května 1987     |             | CD Real Sociedad     |
| Boniek García          | 4. září 1984       |             | Houston Dynamo FC    |
| Jorge Claros           | 8. ledna 1986      |             | Real CD España       |
| Michaell Chirinos      | 17. června 1995    |             | CD Olimpia           |
| Útočníci               |                    |             |                      |
| Anthony Lozano         | 25. dubna 1993     |             | CD Tenerife          |
| Romell Quioto          | 9. srpna 1991      |             | Houston Dynamo FC    |
| Carlos Lanza           | 15. května 1989    |             | Juticalpa FC         |
| Alberth Elis           | 12. února 1996     |             | Houston Dynamo FC    |
| Ángel Tejada           | 1. června 1991     |             | Real CD España       |

## Skupina B

### Martinik
Hlavní trenér:  Jean-Marc Civault
| Jméno                 | Datum narození     | Datum úmrtí | Klub                        |
| Brankáři              | Brankáři           | Brankáři    | Brankáři                    |
| --------------------- | ------------------ | ----------- | --------------------------- |
| Emmanuel Vermignon    | 20. ledna 1989     |             | Club Colonial               |
| Loïc Chauvet          | 30. dubna 1988     |             | CS Case-Pilote              |
| Kévin Olimpa          | 10. března 1988    |             | bez angažmá                 |
| Obránci               |                    |             |                             |
| Nicolas Zaïre         | 7. prosince 1986   |             | Club Franciscain            |
| Antoine Jean-Baptiste | 20. ledna 1991     |             | FC Villefranche             |
| Florian Narcissot     | 20. května 1991    |             | Club Franciscain            |
| Karl Vitulin          | 15. ledna 1991     |             | AS Samaritaine              |
| Jordy Delem           | 18. března 1993    |             | Seattle Sounders FC         |
| Gérald Dondon         | 4. října 1986      |             | Club Colonial               |
| Sébastien Crétinoir   | 12. února 1986     |             | Golden Lion FC              |
| Záložníci             |                    |             |                             |
| Djénhael Maingé       | 18. února 1992     |             | Club Franciscain            |
| Christophe Jougon     | 10. července 1995  |             | Club Franciscain            |
| Yann Thimon           | 1. ledna 1990      |             | Golden Lion FC              |
| Jean-Emmanuel Nédra   | 11. března 1993    |             | Aiglon du Lamentin          |
| Daniel Hérelle        | 17. října 1988     |             | Golden Lion FC              |
| Stéphane Abaul        | 23. listopadu 1991 |             | Club Franciscain            |
| Útočníci              |                    |             |                             |
| Grégory Pastel        | 18. září 1990      |             | RC Rivière-Pilote           |
| Anthony Angély        | 21. března 1990    |             | Voltigeurs de Châteaubriant |
| Steeven Langil        | 4. března 1988     |             | Legia Warszawa              |
| Johan Audel           | 12. prosince 1983  |             | Bejtar Jeruzalém FC         |
| Yoann Arquin          | 15. dubna 1988     |             | Mansfield Town FC           |
| Kévin Parsemain       | 13. února 1988     |             | Golden Lion FC              |
| Johnny Marajo         | 21. října 1993     |             | Club Franciscain            |

### Nikaragua
Hlavní trenér:  Henry Duarte
| Jméno            | Datum narození    | Datum úmrtí | Klub                     |
| Brankáři         | Brankáři          | Brankáři    | Brankáři                 |
| ---------------- | ----------------- | ----------- | ------------------------ |
| Justo Lorente    | 27. února 1984    |             | Real Estelí FC           |
| Diedrich Téllez  | 31. října 1984    |             | Juventus Managua         |
| Henry Maradiaga  | 5. února 1990     |             | Real Estelí FC           |
| Obránci          |                   |             |                          |
| Josué Quijano    | 10. března 1991   |             | Real Estelí FC           |
| Manuel Rosas     | 14. října 1983    |             | Real Estelí FC           |
| Henry Niño       | 3. října 1997     |             | Diriangén FC             |
| Erick Téllez     | 28. ledna 1989    |             | Diriangén FC             |
| Luis Copete      | 12. února 1989    |             | Comerciantes Unidos      |
| Bismarck Veliz   | 10. září 1993     |             | Chinandega FC            |
| Óscar López      | 27. února 1992    |             | Managua FC               |
| Cyril Errington  | 30. března 1992   |             | Real Estelí FC           |
| Záložníci        |                   |             |                          |
| Marlon López     | 2. listopadu 1992 |             | Real Estelí FC           |
| Daniel Cadena    | 9. února 1987     |             | Ungmennafélag Njarðvíkur |
| Luis Galeano     | 15. října 1991    |             | Real Estelí FC           |
| Bryan García     | 25. května 1995   |             | Real Estelí FC           |
| Bismarck Montiel | 5. března 1995    |             | Managua FC               |
| Elvis Pinel      | 18. prosince 1988 |             | Real Estelí FC           |
| Maykel Montiel   | 27. ledna 1990    |             | UNAN Managua             |
| Luis Peralta     | 12. října 1988    |             | CD Walter Ferretti       |
| Útočníci         |                   |             |                          |
| Carlos Chavarría | 2. května 1994    |             | Real Estelí FC           |
| Juan Barrera     | 2. května 1989    |             | Comunicaciones FC        |
| Eulises Pavón    | 6. ledna 1993     |             | CD Suchitepéquez         |
| Jorge García     | 27. srpna 1998    |             | CD Walter Ferretti       |

### Panama
Hlavní trenér:  Hernán Darío Gómez
| Jméno             | Datum narození     | Datum úmrtí | Klub                        |
| Brankáři          | Brankáři           | Brankáři    | Brankáři                    |
| ----------------- | ------------------ | ----------- | --------------------------- |
| Álex Rodríguez    | 8. května 1990     |             | San Francisco FC            |
| José Calderón     | 14. srpna 1985     |             | Real Cartagena              |
| Orlando Mosquera  | 25. prosince 1994  |             | Tauro FC                    |
| Obránci           |                    |             |                             |
| Michael Murillo   | 11. února 1996     |             | New York Red Bulls          |
| Ángel Patrick     | 27. února 1992     |             | Cafetaleros de Chiapas      |
| Jan Carlos Vargas | 13. března 1995    |             | Tauro FC                    |
| Fidel Escobar     | 9. ledna 1995      |             | Sporting San Miguelito      |
| Roderick Miller   | 4. března 1992     |             | Atlético Nacional           |
| Éric Davis        | 31. března 1991    |             | FC DAC 1904 Dunajská Streda |
| Luis Ovalle       | 7. září 1988       |             | Zamora FC                   |
| Roberto Chen      | 24. května 1994    |             | CD Árabe Unido              |
| Záložníci         |                    |             |                             |
| Gabriel Gómez     | 29. května 1984    |             | Atlético Bucaramanga        |
| Yoel Bárcenas     | 23. října 1993     |             | Cafetaleros de Chiapas      |
| Armando Cooper    | 26. listopadu 1987 |             | Toronto FC                  |
| Valentín Pimentel | 30. května 1991    |             | CD Plaza Amador             |
| Miguel Camargo    | 9. května 1993     |             | New York City FC            |
| Josiel Núñez      | 29. ledna 1993     |             | CD Plaza Amador             |
| Aníbal Godoy      | 10. února 1990     |             | San Jose Earthquakes        |
| Leslie Heráldez   | 30. března 1993    |             | CD Árabe Unido              |
| Útočníci          |                    |             |                             |
| Ricardo Clarke    | 27. září 1992      |             | Boavista FC                 |
| Gabriel Torres    | 31. října 1988     |             | FC Lausanne-Sport           |
| Ismael Díaz       | 12. května 1997    |             | FC Porto                    |
| Abdiel Arroyo     | 13. prosince 1993  |             | Danubio FC                  |

### USA
Hlavní trenér:  Bruce Arena
| Jméno            | Datum narození     | Datum úmrtí | Klub                   |
| Brankáři         | Brankáři           | Brankáři    | Brankáři               |
| ---------------- | ------------------ | ----------- | ---------------------- |
| Bill Hamid       | 25. listopadu 1990 |             | D.C. United            |
| Tim Howard       | 6. března 1979     |             | Colorado Rapids        |
| Jesse González   | 25. května 1995    |             | FC Dallas              |
| Obránci          |                    |             |                        |
| Jorge Villafaña  | 16. září 1989      |             | Santos Laguna          |
| Omar Gonzalez    | 11. října 1988     |             | CF Pachuca             |
| Matt Miazga      | 19. července 1995  |             | Chelsea FC             |
| Matt Besler      | 11. února 1987     |             | Sporting Kansas City   |
| Eric Lichaj      | 17. listopadu 1988 |             | Nottingham Forest FC   |
| Justin Morrow    | 4. října 1987      |             | Toronto FC             |
| Graham Zusi      | 18. srpna 1986     |             | Sporting Kansas City   |
| Matt Hedges      | 1. dubna 1990      |             | FC Dallas              |
| Záložníci        |                    |             |                        |
| Chris Pontius    | 12. května 1987    |             | Philadelphia Union     |
| Gyasi Zardes     | 2. září 1991       |             | Los Angeles Galaxy     |
| Joe Corona       | 9. července 1990   |             | Club Tijuana           |
| Dax McCarty      | 20. dubna 1987     |             | Chicago Fire           |
| Paul Arriola     | 5. února 1995      |             | Club Tijuana           |
| Kellyn Acosta    | 24. července 1995  |             | FC Dallas              |
| Darlington Nagbe | 19. července 1990  |             | Portland Timbers       |
| Michael Bradley  | 31. července 1987  |             | Toronto FC             |
| Útočníci         |                    |             |                        |
| Jordan Morris    | 26. října 1994     |             | Seattle Sounders FC    |
| Juan Agudelo     | 23. listopadu 1992 |             | New England Revolution |
| Jozy Altidore    | 6. listopadu 1989  |             | Toronto FC             |
| Clint Dempsey    | 9. března 1983     |             | Seattle Sounders FC    |

## Skupina C

### Curaçao
Hlavní trenér:  Remko Bicentini
| Jméno                  | Datum narození     | Datum úmrtí                   | Klub                   |
| Brankáři               | Brankáři           | Brankáři                      | Brankáři               |
| ---------------------- | ------------------ | ----------------------------- | ---------------------- |
| Eloy Room              | 6. února 1989      |                               | Vitesse                |
| Jarzinho Pieter        | 11. listopadu 1987 | 9. září 2019 (ve věku 31 let) | RKSV Centro Dominguito |
| Rowendy Sumter         | 19. března 1988    |                               | RKSV Scherpenheuvel    |
| Obránci                |                    |                               |                        |
| Dustley Mulder         | 27. ledna 1985     |                               | NAC Breda              |
| Cuco Martina           | 25. září 1989      |                               | Southampton FC         |
| Darryl Lachman         | 11. listopadu 1989 |                               | Willem II Tilburg      |
| Quentin Jakoba         | 19. prosince 1987  |                               | Kozakken Boys          |
| Shanon Carmelia        | 20. března 1989    |                               | IJsselmeervogels       |
| Juriën Gaari           | 23. prosince 1993  |                               | Kozakken Boys          |
| Doriano Kortstam       | 7. července 1994   |                               | Achilles '29           |
| Gillian Justiana       | 5. března 1991     |                               | Helmond Sport          |
| Ayrton Statie          | 22. července 1994  |                               | FC Oss                 |
| Záložníci              |                    |                               |                        |
| Quenten Martinus       | 7. března 1991     |                               | Jokohama F. Marinos    |
| Leandro Bacuna         | 21. srpna 1991     |                               | Aston Villa FC         |
| Jarchinio Antonia      | 27. prosince 1990  |                               | Go Ahead Eagles        |
| Kemy Agustien          | 20. srpna 1986     |                               | Global Cebu FC         |
| Gevaro Nepomuceno      | 10. listopadu 1992 |                               | CS Marítimo            |
| Ashar Bernardus        | 21. prosince 1985  |                               | RKSV Centro Dominguito |
| Michaël Maria          | 31. ledna 1995     |                               | FC Erzgebirge Aue      |
| Útočníci               |                    |                               |                        |
| Gino van Kessel        | 9. března 1993     |                               | SK Slavia Praha        |
| Elson Hooi             | 1. října 1991      |                               | Vendsyssel FF          |
| Rangelo Janga          | 16. dubna 1992     |                               | AS Trenčín             |
| Felitciano Zschusschen | 24. ledna 1992     |                               | 1. FC Saarbrücken      |

### Salvador
Hlavní trenér:  Eduardo Lara
| Jméno             | Datum narození    | Datum úmrtí | Klub                          |
| Brankáři          | Brankáři          | Brankáři    | Brankáři                      |
| ----------------- | ----------------- | ----------- | ----------------------------- |
| Óscar Arroyo      | 28. ledna 1990    |             | Alianza FC                    |
| Derby Carrillo    | 19. září 1987     |             | Íþróttabandalag Vestmannaeyja |
| Benji Villalobos  | 15. července 1988 |             | CD Águila                     |
| Obránci           |                   |             |                               |
| Milton Molina     | 2. února 1989     |             | AD Isidro Metapán             |
| Roberto Domínguez | 9. května 1997    |             | Santa Tecla FC                |
| Henry Romero      | 17. září 1991     |             | Alianza FC                    |
| Iván Mancía       | 1. května 1989    |             | Alianza FC                    |
| Alexander Larín   | 27. června 1992   |             | FC Juárez                     |
| Bryan Tamacas     | 21. února 1995    |             | Santa Tecla FC                |
| Rubén Marroquín   | 10. května 1992   |             | Alianza FC                    |
| Záložníci         |                   |             |                               |
| Richard Menjívar  | 31. října 1990    |             | New York Cosmos               |
| Darwin Cerén      | 31. prosince 1989 |             | San Jose Earthquakes          |
| Denis Pineda      | 10. srpna 1995    |             | CD Santa Clara                |
| Gerson Mayen      | 9. února 1989     |             | Santa Tecla FC                |
| Narciso Orellana  | 28. ledna 1995    |             | Alianza FC                    |
| Andrés Flores     | 31. srpna 1990    |             | New York Cosmos               |
| Junior Burgos     | 14. srpna 1988    |             | Reno 1868 FC                  |
| Óscar Cerén       | 26. října 1991    |             | Alianza FC                    |
| Victor García     | 15. června 1995   |             | CD Águila                     |
| Útočníci          |                   |             |                               |
| Nelson Bonilla    | 11. září 1990     |             | Gaziantep FK                  |
| Rodolfo Zelaya    | 3. července 1988  |             | Alianza FC                    |
| Edwin Sánchez     | 21. února 1990    |             | CD Águila                     |
| Harold Alas       | 19. září 1989     |             | Santa Tecla FC                |

### Jamajka
Hlavní trenér:  Theodore Whitmore
| Jméno            | Datum narození     | Datum úmrtí | Klub                      |
| Brankáři         | Brankáři           | Brankáři    | Brankáři                  |
| ---------------- | ------------------ | ----------- | ------------------------- |
| Andre Blake      | 21. listopadu 1990 |             | Philadelphia Union        |
| Dwayne Miller    | 14. července 1987  |             | Syrianska FC              |
| Damion Hyatt     | 23. prosince 1985  |             | Arnett Gardens FC         |
| Obránci          |                    |             |                           |
| Rosario Harriott | 26. září 1989      |             | Harbour View FC           |
| Damion Lowe      | 5. května 1993     |             | Tampa Bay Rowdies         |
| Ladale Richie    | 31. května 1988    |             | Montego Bay United FC     |
| Alvas Powell     | 18. července 1994  |             | Portland Timbers          |
| Sergio Campbell  | 16. ledna 1992     |             | Pittsburgh Riverhounds SC |
| Oniel Fisher     | 22. listopadu 1991 |             | Seattle Sounders FC       |
| Kemar Lawrence   | 17. září 1992      |             | New York Red Bulls        |
| Jermaine Taylor  | 14. ledna 1985     |             | Minnesota United FC       |
| Záložníci        |                    |             |                           |
| Ewan Grandison   | 28. ledna 1991     |             | Portmore United FC        |
| Michael Binns    | 12. srpna 1988     |             | Portmore United FC        |
| Je-Vaughn Watson | 22. října 1983     |             | New England Revolution    |
| Kevon Lambert    | 22. března 1997    |             | Montego Bay United FC     |
| Owayne Gordon    | 8. října 1991      |             | Montego Bay United FC     |
| Ricardo Morris   | 11. února 1992     |             | Portmore United FC        |
| Útočníci         |                    |             |                           |
| Shaun Francis    | 2. října 1986      |             | San Jose Earthquakes      |
| Darren Mattocks  | 2. června 1990     |             | Portland Timbers          |
| Cory Burke       | 28. prosince 1991  |             | Bethlehem Steel FC        |
| Shamar Nicholson | 16. března 1997    |             | Boys' Town FC             |
| Jermaine Johnson | 25. června 1980    |             | Tivoli Gardens FC         |
| Romario Williams | 15. srpna 1994     |             | Charleston Battery        |

### Mexiko
Hlavní trenér:  Luis Pompilio Páez
| Jméno                  | Datum narození    | Datum úmrtí | Klub                      |
| Brankáři               | Brankáři          | Brankáři    | Brankáři                  |
| ---------------------- | ----------------- | ----------- | ------------------------- |
| José de Jesús Corona   | 26. ledna 1981    |             | Cruz Azul                 |
| Miguel Fraga           | 3. září 1987      |             | Atlas FC                  |
| Moisés Muñoz           | 1. února 1980     |             | Club Puebla               |
| Obránci                |                   |             |                           |
| Luis Alfonso Rodríguez | 21. ledna 1991    |             | Tigres UANL               |
| Jair Pereira           | 7. července 1986  |             | CD Guadalajara            |
| Hugo Ayala             | 31. března 1987   |             | Tigres UANL               |
| Edson Álvarez          | 24. října 1997    |             | Club América              |
| César Montes           | 24. února 1997    |             | CF Monterrey              |
| Hedgardo Marín         | 21. února 1993    |             | CD Guadalajara            |
| Raúl López             | 23. února 1993    |             | CF Pachuca                |
| Luis Reyes             | 3. dubna 1991     |             | Atlas FC                  |
| Alejandro Mayorga      | 29. května 1997   |             | CD Guadalajara            |
| Záložníci              |                   |             |                           |
| Jesús Molina           | 29. března 1988   |             | CF Monterrey              |
| Orbelín Pineda         | 24. března 1996   |             | CD Guadalajara            |
| Érick Gutiérrez        | 15. června 1995   |             | CF Pachuca                |
| Elías Hernández        | 29. dubna 1988    |             | Club León                 |
| Rodolfo Pizarro        | 15. února 1994    |             | CD Guadalajara            |
| Jorge Hernández        | 10. června 1989   |             | CF Pachuca                |
| Jesús Gallardo         | 14. srpna 1994    |             | Club Universidad Nacional |
| Jesús Dueñas           | 16. března 1989   |             | Tigres UANL               |
| Útočníci               |                   |             |                           |
| Erick Torres           | 19. ledna 1993    |             | Houston Dynamo FC         |
| Martín Barragán        | 14. července 1991 |             | Club Necaxa               |
| Ángel Sepúlveda        | 15. února 1991    |             | CA Morelia                |